# Белоухо тити
Белоухо още боливийско тити (Callicebus donacophilus) е вид бозайник от семейство Сакови (Pitheciidae).

## Разпространение
Видът е разпространен в Боливия и Бразилия.